# كلمات على جدران الحمام
كلمات على جدران الحمام (بالإنجليزية: Words on Bathroom Walls)‏ هو فيلم درامي رومانسي أُصدر في الولايات المتحدة الأمريكية بواسطة شركة رودسايد أتراكشنز عام 2020 وهو مُقتبس عن رواية بنفس الاسم للكاتبة جوليا والتون، وقد تلقَّى مُلاحظات إيجابية بشكل عام من النقاد. يحكي عن فتى مُراهق يعاني من انفصام في الشخصية على أمل الحصول على علاج، ليساعده على الالتحاق بمدرسته الثانوية والخروج للعالم كشخص طبيعي بحياة طبيعية.

## قصة الفيلم
آدم بتريزيلي هو طالب في المدرسة الثانوية تركه والده ووالدته بيث؛ حيث تواعد والدته الرجال، الذين يكرهون آدم. يُخطط آدم للذهاب إلى مدرسة الطهي في الخريف.
في المدرسة، يذهب إلى فصل الكيمياء حيث يبدأ في سماع أصوات، ويرى ما يشبه سحابة سوداء تحيط بالفصل، وسرعان ما يبدو له كل شيء في الفصل كما لو كان يطفو، وفجأة يطرق آدم بطريق الخطأ قارورة من مادة كيميائية حمضية مما أدى إلى حرق ذراع زميله بالفصل، ويسقط آدم على الأرض ويعاني من كسر ذهاني واضح، تم تشخيص إصابة آدم بالفصام وطُرد من المدرسة. ليدخل آدم في تجربة طبية على أمل علاج حالته، لكنه يواصل سماع أصوات - أبرزها صوت تهديد عميق - ولديه 3 رؤى متكررة لأشخاص وهميين: ريبيكا، التي تعمل كصوت إيجابي؛ جواكين، أفضل صديق؛ والحارس الشخصي، وهو رجل يرتدي بذلة ويظهر كلما شعر آدم بالتهديد.
ينتقل آدم لمدرسة أخرى؛ حيث يقابل هناك الطالبة المتفوقة في المدرسة، مايا أرناز، ويدخل في علاقة حُب مع زميلته مايا مع الاستعانة برجل الدين، الأب باترك، لنرى تأثير الحُب والتديُّن على حالة آدم الصحية من خلال أحداث الفيلم الدرامية...

## الممثلون
| الاسم          | الدور                  | الاسم         | الدور                  |
| -------------- | ---------------------- | ------------- | ---------------------- |
| تشارلي بلامر   | آدم بتريزيلي           | آناصوفيا روب  | ريبيكا                 |
| آندي جارسيا    | الأب باترك (رجل الدين) | والتون جوجينز | بول (صديق والدة آدم)   |
| ديفون بوستيك   | جواكين (أفضل صديق)     | تايلور راسيل  | مايا أرناز (صديقة آدم) |
| مولي باركر     | بيث (والدة آدم)        | بيث جرانت     | الأخت كاثرين (راهبة)   |
| لوبو سيباستيان | الحارس الشخصي (لآدم)   |               |                        |

## إنتاج الفيلم
في فبراير 2018، تم الإعلان أن ثور فرودنثال سيقوم بإخراج الفيلم، من سيناريو من تأليف نيك نافيدا، استنادًا إلى رواية تحمل نفس الاسم من تأليف جوليا والتون، ثم انضم تشارلي بلامر وتايلور راسيل إلى طاقم الفيلم في أبريل 2018، وانضم آندي غارسيا، مولي باركر، والتون غوغينز، آناصوفيا روب، وديفون بوستيك إلى فريق الممثلين بالفيلم. وقامت فرقة ذاشينسموكرز وأندرو هولاندر بتأليف موسيقى الفيلم. [10]وكانت المرة الأولى التي تُسجل فيها الفرقة موسيقى لفيلم.
بدأ تصوير كلمات على جدران الحمام في مايو 2018؛ حيث تم تصوير الفيلم في مدينة ويلمنجتون بولاية كارولينا الشمالية.

## استقبال الفيلم

### شباك التذاكر
في عطلة نهاية الأسبوع الافتتاحية، حقق فيلم كلمات على جدران الحمام 462.050 دولارًا من 925 دار سينما، واحتل المركز الثالث في شباك التذاكر. كان 54% من جمهور الفيلم من الإناث، مع 62% من الجمهور تتراوح أعمارهم بين 18-34 سنة. تمت إضافة فيلم كلمات على جدران الحمام بعد ذلك إلى 432 سينما إضافية في عطلة نهاية الأسبوع الثانية وحقق 453 ألف دولارًا، ثم حقق 282 ألف دولارًا في ثالثه.